# ぜったい!夜しましょ
『ぜったい!夜しましょ』（ぜったいよるしましょ）は、東海テレビほかで放送されたエンターテインメント番組。製作局の東海テレビでは、毎週土曜 1:20 - 2:20 (JST) に放送。
| 東海テレビ 土曜1:20枠 | 東海テレビ 土曜1:20枠 | 東海テレビ 土曜1:20枠 |
| 前番組                | 番組名                | 次番組                |
| --------------------- | --------------------- | --------------------- |
| -                     | ぜったい!夜しましょ   | -                     |

| スタブアイコン | サブスタブ | この項目は、まだ閲覧者の調べものの参照としては役立たない、テレビ番組に関連した書きかけの項目です。この項目を加筆・訂正などしてくださる協力者を求めています（P:テレビ/PJ:放送または配信の番組）。 |